# フィレンツェ＝ペレトラ空港
フィレンツェ＝ペレトラ空港(イタリア語: Aeroporto di Firenze-Peretola, (IATA: FLR, ICAO: LIRQ))は、イタリアのフィレンツェの近郊セスト・フィオレンティーノにある空港。

## 概要

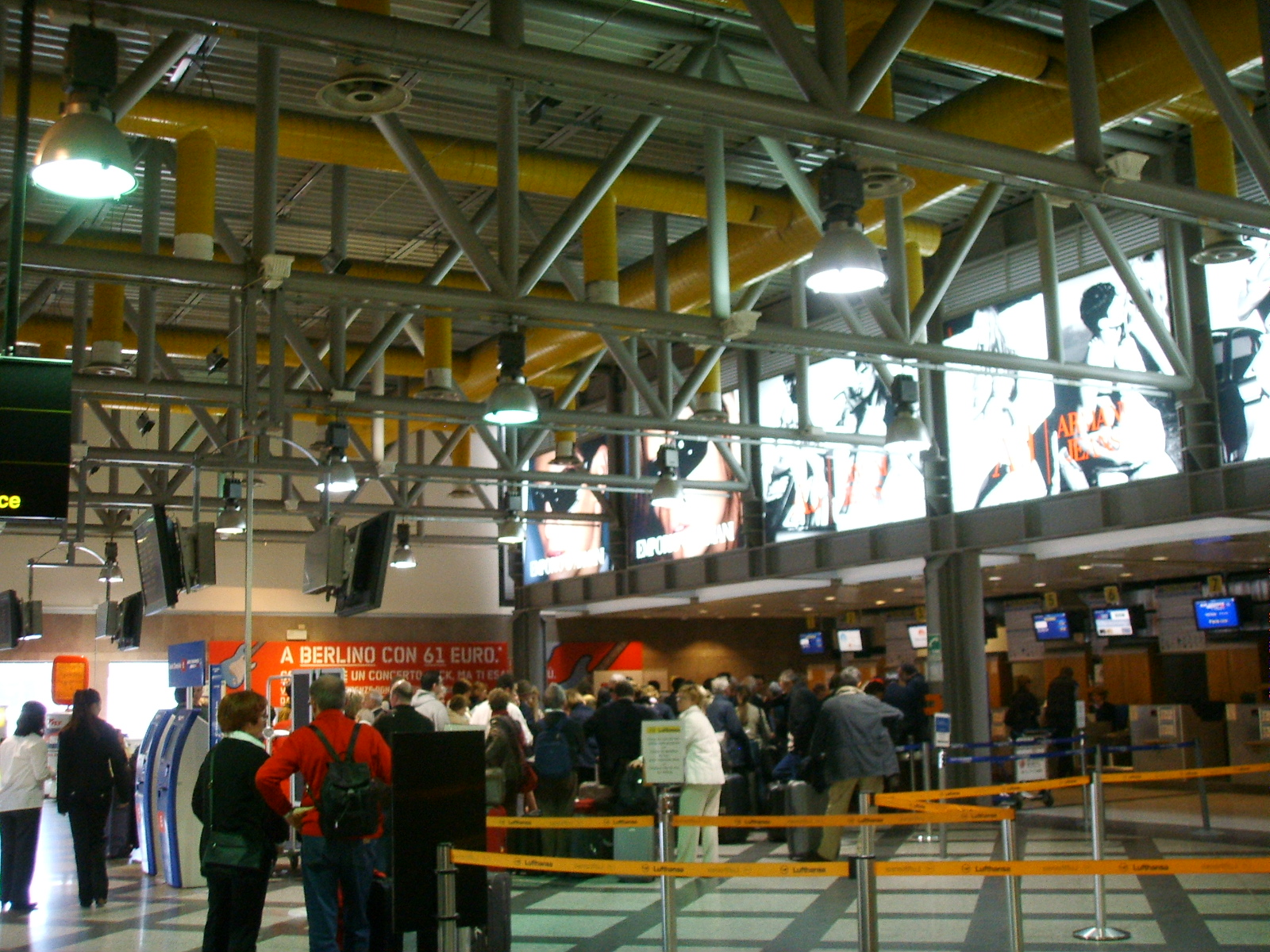
ターミナル内

1910年に航空機の発着場としての原型が作られ、1920年代に飛行場としての整備が始まった。第二次世界大戦を経て1940年代後半に初の旅客便の空港として使用された。
1950年代以降にアリタリア航空が乗り入れ、以降近隣諸国の航空会社などがフォッカーF27などで乗り入れた。1984年にジェット旅客機に対応して滑走路が1,400メートルに延ばされた。
世界的な観光都市であるフィレンツェの近郊にあることから、フィレンツェの空の玄関口として機能しており、トスカーナ州ではガリレオ・ガリレイ国際空港に次いで2番目に大きな空港である。2013年の利用客は約198万人。探検家の名を冠してアメリゴ・ヴェスプッチ空港とも称する。
空港及びターミナルの規模が小さいため、ボーディングブリッジは設けられていない。また、滑走路長の制限からボーイング737やエアバスA320、エンブラエル190やアブロRJ70クラスの小型機のヨーロッパ域内からの乗り入れが中心である。

## 就航会社と就航地
| 航空会社                               | 就航地                                                                                             |
| -------------------------------------- | -------------------------------------------------------------------------------------------------- |
| アリタリア航空                         | ローマ・フィウミチーノ                                                                             |
| エア・ドロミティ                       | ミュンヘン                                                                                         |
| エールフランス                         | パリ・シャルル・ド・ゴール                                                                         |
| オップ!                                | リヨン                                                                                             |
| ブリティッシュ・エアウェイズ           | ロンドン・シティ                                                                                   |
| Flybe                                  | バーミンガム                                                                                       |
| シティジェット                         | ロンドン・シティ                                                                                   |
| オーストリア航空                       | ウィーン                                                                                           |
| ニキ航空                               | ウィーン                                                                                           |
| KLMオランダ航空                        | アムステルダム                                                                                     |
| ダーウィン・エアライン                 | チューリッヒ, ジュネーヴ                                                                           |
| スイス インターナショナル エアラインズ | チューリッヒ                                                                                       |
| ルフトハンザ・リージョナル             | フランクフルト, ミュンヘン                                                                         |
| ブリュッセル航空                       | ブリュッセル                                                                                       |
| ブエリング航空                         | バルセロナ・エル・プラット, カリアリ, カターニア, ロンドン・ガトウィック, パレルモ, パリ・オルリー |

## ターミナル
ジェット旅客機用に6スポットが設けられている。2015年以降バリアフリー化を中心とした改良工事が行われたが、ボーディングブリッジは設けられておらず、バスもしくは徒歩で移動してタラップでの搭乗となる。
ターミナル内にはバスやタクシー乗り場、ATMや両替所、レストランやバー、ブティックや免税店、航空会社やクレジットカード会員向けのラウンジなどが設けられている。また隣接して駐車場が設けられている。

## アクセス
フィレンツェ市内とは路面電車T2（フィレンツェ・トラム）で結ばれている。路線バスもフィレンツェ中央駅と30分間隔で結ぶ。
タクシー、ハイヤーでもフィレンツェ市内中心部とは20分-30分程度の距離である。また、空港内と主要レンタカー会社のカウンターが集まる駐車場を結ぶバスが10分-20分に1回巡回している。